# La guerra de los mundos (novela)
La guerra de los mundos es una novela de ciencia ficción y terror psicológico escrita por el autor inglés H. G. Wells. Fue escrita entre 1895 y 1897 publicada en forma de serie en la revista Pearson's Magazine en el Reino Unido. La novela completa fue publicada por primera vez en 1898. La Guerra de los Mundos es una de las primeras obras que detalla el conflicto entre la humanidad y una raza extraterrestre: marcianos que llegan a la Tierra. La novela es la narración en primera persona de un protagonista anónimo en Surrey y su hermano menor que escapa a Tillingham en Essex mientras Londres y el sur de Inglaterra son invadidos por marcianos. Es una de las obras más comentadas del canon de ciencia ficción.
La trama es similar a otras obras de literatura de invasión del mismo período y ha sido interpretada de diversas formas como un comentario sobre la teoría de la evolución, el imperialismo británico y los miedos, supersticiones y prejuicios de la época victoriana. Wells señaló más tarde que la inspiración de la trama fue el efecto catastrófico de la colonización británica sobre los aborígenes de Tasmania. Algunos historiadores han argumentado que Wells escribió el libro para animar a sus lectores a cuestionar la moralidad del imperialismo.
La novela nunca ha dejado de imprimirse: ha generado numerosos largometrajes, radionovelas, un álbum discográfico, adaptaciones de cómics, series de televisión y secuelas o historias paralelas de otros autores. Fue dramatizada en un programa de radio en 1938, dirigido y protagonizado por Orson Welles, que supuestamente causó pánico entre los oyentes que no sabían que los hechos eran ficticios.
La novela influyó incluso en el trabajo de los científicos. Robert H. Goddard se inspiró en el libro y ayudó a desarrollar tanto el cohete de combustible líquido como el cohete de múltiples etapas, que resultó en el alunizaje del Apolo 11 unos 71 años después.

## Sinopsis
La historia de la novela es relatada por un narrador sin nombre en 1904, seis años después de la invasión marciana, y comienza con una cita de Johannes Kepler, seguida por una introducción dada por el protagonista, un escritor de artículos de ciencia especulativa (cuyo nombre nunca es mencionado), contando la visita por entonces a un observatorio en Ottershaw con la invitación de un "notable astrónomo" llamado Ogilvy. Allí son testigos de una explosión en la superficie del planeta Marte, parte de una serie de sucesos de ese tipo que despiertan mucho interés en la comunidad científica, que los supone actividad volcánica. Días después, lo que se cree un "meteoro" impacta en el campo comunal de Horsell, cerca de Londres. El narrador tiene su hogar cerca, y él es uno de los primeros en descubrir que el objeto es un cilindro artificial lanzado desde Marte, el cual se abre, dando paso a los "marcianos" grandes y grisáceos, de piel "marrón aceitosa", "del tamaño, tal vez, de un oso", con "dos grandes ojos de color oscuro y bocas en forma de uve sin labios, que gotean saliva" y "dos grupos de tentáculos de gorgona", seres que el narrador encuentra "a la vez vitales, intensos, inhumanos, lisiados y monstruosos". Como tienen dificultades para moverse y respirar debido a la gravedad y atmósfera terrestres, se retiran rápido otra vez al cilindro.
Una delegación humana, que incluye al astrónomo Ogilvy, se acerca con una bandera blanca, pero los marcianos los incineran a ellos y espectadores cercanos con un rayo calórico, antes de empezar a ensamblar su maquinaria dentro del agujero. Esa noche el ejército rodea el campo, y su presencia tranquiliza a los lugareños.
En la lucha que acaba desatándose, la ciudad resulta dañada por el rayo marciano. Tras el ataque, el narrador lleva a su esposa a Leatherhead para permanecer con sus parientes hasta que los marcianos estén muertos; al regresar a casa en un pequeño carruaje de dos ruedas alquilado, ve por primera vez lo que los marcianos han estado construyendo: un enorme trípode, una "máquina de guerra", gigantescos trípodes andantes metálicos de 30 metros de alto, coronados por una "capucha" de latón de la cual cuelgan tentáculos metálicos. Miraban alrededor por medio de una placa de vidrio en la capucha y en la parte de atrás llevaban una cesta gigante de metal blanco, en la que capturaban humanos. Las máquinas guerreras aplastan las unidades que el ejército británico coloca ahora en todos los cráteres y atacan a las comunidades circundantes. Al llegar a su casa el narrador conoce a un artillero, que le dice que otro cilindro ha aterrizado entre Woking y Leatherhead, separando al narrador de su esposa. Los dos hombres intentan escapar juntos, pero al llegar al río Támesis se ven trípodes en el horizonte y empiezan a destruir el pueblo con el rayo calórico. Las baterías inglesas empiezan a atacar y un obús explota en la capucha de una máquina guerrera. El robot se tambalea, se tropieza con la iglesia de Shepperton y cae en el río produciendo una gran explosión. Al caer el generador del rayo calórico en el agua, provoca una gigantesca ola que mata a mucha gente. El narrador por poco muere ahogado. Al salir del agua es casi aplastado por la pata de una máquina guerrera. El narrador conoce a un clérigo, y al escapar junto a él observan a los marcianos utilizar una nueva arma, el humo negro.
Más cilindros caen en todo el campo inglés y comienza una gran y frenética evacuación masiva de Londres, gigantesca y desordenada, sin rumbo alguno. Entre las multitudes que huyen está el hermano del narrador, el cual ayuda a dos señoras a librarse de unos ladrones que querían quitarles su carruaje. El hermano recibe una tremenda paliza y sólo se salvan porque la señora Elphinstone (una de las señoras) tenía escondido un revólver bajo el asiento. Después, ellos tres logran subir a un barco y cruzar el Canal de la Mancha mientras un barco de guerra, el HMS Thunder Child trata de proteger valientemente a los demás barcos y lucha con las máquinas guerreras, que se adentran en el agua y al final vuelan en pedazos junto con el navío.
El narrador y el clérigo son atrapados en medio de una casa destruida, con vista al cráter de uno de los últimos lugares de aterrizaje marciano. Es así testigo encubierto de las acciones de los marcianos, incluida su utilización de los seres humanos capturados como suministro de alimento a través de la absorción directa de sangre. Se oculta allí junto con el vicario, que ha sido traumatizado por los eventos, y se comporta como un demente. Fruto de su locura el clérigo comienza a gritar. Aterrado de que sean escuchados, el narrador lo golpea y deja inconsciente. El cuerpo es descubierto por los marcianos y arrastrado lejos. La máquina marciana captura al clérigo y el narrador apenas puede evitar la misma suerte. Los marcianos finalmente abandonan su campamento. El narrador entonces viaja a un Londres desierto, pero en el camino se encuentra nuevamente con el artillero. Éste ha planeado que la humanidad comience a vivir bajo tierra, en las cloacas de Inglaterra, con el fin de oponer resistencia a los marcianos.
Al llegar, descubre que tanto la hierba roja como los marcianos han sucumbido abruptamente al interactuar con bacterias terrestres (por efecto del inicio de una contaminación interplanetaria de regreso), a las que no tienen inmunidad natural. El narrador regresa a Woking y se reúne inesperadamente con su esposa, y, junto con el resto de la humanidad, se establece para hacer frente a las nuevas y más amplias vistas del universo que la invasión ha hecho caer sobre ellos.

## Secuencia de los eventos
Diez llegadas marcianas son mencionadas en la novela comenzando en junio "en los primeros años del siglo XX":
- Primera llegada marciana (Día 1): Horsell Common.
- Segunda llegada marciana (Día 2): Addlestone Golf Links.
- Tercera llegada marciana (Día 3): Pyrford.
- Cuarta llegada marciana (Día 4): Bushy Park, Teddington, (escrito como Bushey en el texto, pero dándole proximidad a las otras llegadas parece que es más probable que fuera en Bushey que en Hertfordshire)
- Quinta llegada marciana (Día 5): Sheen.
- Sexta llegada marciana (Día 6): Wimbledon.
- Séptima llegada marciana (Día 7): Primrose Hill, Londres.
- Octava, novena y décima llegada (Días 8, 9 y 10): lugares de llegada no mencionados en el libro - presumiblemente fuera de Londres.

La duración de la guerra es de tres semanas:
- En los días 1 y 2, los marcianos comienzan su fortaleza alrededor de Londres.
- En el día 3, empiezan la primera gran agresión de la invasión (La batalla de Weybridge/Shepperton y comienza el ataque a Londres).
- En el día 4, comienza un gran éxodo de pánico en Londres. Los marcianos avanzan al gran centro de la ciudad.
- En el día 5, el narrador es aprisionado por la llegada del quinto cilindro.
- En el día 6, Londres está totalmente dominado por los marcianos. En este día también ocurre la batalla submarina del estuario de Blackwater y la pérdida del Thunder Child.
- Durante los días 5 a 18, el narrador observa a los marcianos todavía atrapado en un sótano escondido en una pila de carbón.
- El día 10 es la fecha aproximada en que Leatherhead (el pueblo al cual el narrador llevó a su esposa para que esté segura) es destruido por un marciano, matando a todos. Afortunadamente, su esposa escapa antes del ataque y se reúnen después de la destrucción marciana.
- En los días 19 a 20, el narrador parte a Londres.
- Durante la noche del día 21, los marcianos son encontrados muertos. En este lapso, Inglaterra recibe la ayuda humanitaria por parte del gobierno de Francia.

## Radio

### Adaptación de Orson Welles (1938)
La novela fue adaptada por Orson Welles, en octubre de 1938 para crear un serial radiofónico que en su momento creó gran alarma social. Welles cambió algunos aspectos del argumento, incluso el lugar del primer aterrizaje marciano: Grover's Mill, Nueva Jersey. Se emitió con el formato de noticiario de carácter urgente (aunque hubo un aviso al principio sobre su carácter ficticio, pero muchos oyentes se incorporaron con la narración ya iniciada, por lo que se perdieron el aviso y creyeron que era real). Esto provocó escenas de pánico entre ciudadanos de Nueva Jersey y Nueva York, que creyeron que se estaba produciendo una verdadera invasión alienígena de la Tierra. La ingenuidad de un público que aún no conocía la televisión contribuyó al éxito de la propuesta de Welles, que, sin embargo, debió ofrecer disculpas públicamente a los radioyentes.

### Adaptación de Radio Quito (1949)
Tras casi 11 años de la adaptación radial neoyorquina, un fenómeno similar pero con consecuencias aún más caóticas, tuvo lugar en Ecuador. El 12 de febrero de 1949, un programa musical nocturno emitido por Radio Quito fue interrumpido por sus locutores para reportar alarmantes apariciones de ovnis en las cercanías de Quito, dejando destrucción y muerte a su paso. Los papeles interpretados eran variados e incluían: militares, autoridades, alienígenas, policías y demás ciudadanos "huyendo por sus vidas". En consecuencia, el pánico se desató sin control en las calles quiteñas, algunas personas asegurando haber visto platillos voladores que "definitivamente no eran globos de feria", mientras otros intentaban refugiarse en cualquier lugar que no pareciera atractivo para los extraterrestres, como en las oficinas de impuestos. Después de unos intensos 15 o 20 minutos de histeria colectiva, los locutores dieron por finalizada la obra, anunciando que se trataba sólo de una radionovela.
Horas más tarde, una multitud enardecida, convencida de que la mejor respuesta a una radionovela era la destrucción masiva, rodeó el edificio de Radio Quito y diario El Comercio 8, que compartían instalaciones. Primero lo apalearon y apedrearon, pero pronto se dieron cuenta de que un edificio de acero y hormigón no cede tan fácilmente. Por lo que, en un arrebato de creatividad, decidieron rociarlo de gasolina. Esto, junto con el papel y la tinta de la imprenta diaria, generaron un gran flagelo en el lugar. Muchas personas lograron salvarse de las llamas saltando hacia el techo de algún edificio colindante, algunos incluso ejecutando piruetas aéreas que años después serían conocidas como parkour, no obstante, cinco personas perecieron entre las llamas, y otras más decidieron acabar con sus vidas, temiendo ser implantadas con sondas por los extraterrestres.
A pesar de todo, Radio Quito y El Comercio volvieron al aire pocos años después del desastre, y aunque jamás se repitió un evento de tal magnitud, con los años la historia quedó como uno de los episodios más insólitos y, por supuesto, exagerados en la memoria colectiva del país.

## Cine
La novela ha sido adaptada varias veces al cine y en dos series de televisión, una serie fue estrenada a finales de los 80 (considerada La Guerra de los Mundos 2; secuela de la primera adaptación al cine) y la otra serie en 2019 (considerada como otra adaptación moderna de la novela), en cuanto a las películas realizadas se cuentan adaptaciones realizadas como dos cinematográficos y otros dos "directos a video". La más famosa y exitosa adaptación fue la película de 1953 a pesar de alejarse mucho de la trama de la novela. En esta versión los protagonistas son un científico y una guapa jovencita y los extraterrestres utilizan vehículos voladores con forma de manta raya para destruirlo todo a su paso; los eventos tienen lugar en los alrededores de Los Ángeles, California. En ningún momento aparecen los trípodes, la maleza roja, el buque Thunderchild, los ingenios manuales ni el personaje del artillero. Además, en una escena, se intenta destruir a la raza invasora utilizando la bomba atómica, idea que no tiene éxito. La serie televisiva que le precede como secuela directa tiene elementos tanto del libro como de la película; la serie tuvo dos temporadas de relativo éxito.
La última adaptación en el cine fue estrenada en 2005, dirigida por Steven Spielberg y protagonizada por Tom Cruise, Dakota Fanning y Justin Chatwin, lo que ha contribuido a que la popularidad de la novela permanezca casi inalterable desde su publicación. La versión de Spielberg es más humana y se apega ligeramente más a la versión de Wells al narrar la invasión desde la perspectiva de un hombre común tratando de sobrevivir. Los personajes del cura y el artillero son unidos en un solo personaje interpretado por Tim Robbins que representa al "veterano loco". Aparece la famosa "maleza roja" de la novela, aunque no como un método de colonización sino como un sistema de los alienígenas para guardar su alimento, la sangre humana; en esta versión se retoma la imagen clásica de las máquinas trípode desintegrando a los humanos con el rayo abrasador, sin embargo aquí se sugiere que las máquinas fueron enterradas en la Tierra millones de años atrás y que los extraterrestres que habían planeado esto durante siglos (lo cual plantea incógnitas como, por ejemplo, por qué no vinieron antes o cómo pueden verse afectados por las bacterias terrestres). Esta versión tampoco ocurre en Inglaterra (ocurre en el noreste de Estados Unidos, posiblemente como homenaje al programa de radio de 1938), la heroica batalla del Thunderchild vuelve a ignorarse, presentando en su lugar una batalla en una colina entre los trípodes y tropas estadounidenses de última generación y se retoman los "escudos protectores" de la versión de 1953.
Las otras dos versiones del filme son también de 2005, directamente para video doméstico. Una de ellas, de la factoría "The Asylum", es bastante fiel a la novela aunque vuelve a transcurrir en Estados Unidos en la actualidad y sustituye los trípodes por robots orgánicos con forma de cangrejo de bajo presupuesto. La otra, HG Wells' The War of the Worlds. We can't stop them es una reproducción exacta de los acontecimientos descritos en el libro, dirigida por Timothy Hines y editada por Pendragon Pictures, pero es poco apreciada entre los aficionados por sus efectos especiales de bajo nivel y la exagerada interpretación de los protagonistas.

## Otras adaptaciones
Jeff Wayne's Musical Version of The War of the Worlds (en español: Versión musical de Jeff Wayne de La guerra de los mundos) es un álbum conceptual producido por Jeff Wayne lanzado a la venta en 1978. El álbum adapta la historia de esta novela. En 1998, la empresa Rage Software Limited se basa en dicho álbum para crear un videojuego de computadora de estrategia militar en tiempo real, distribuido por GT Interactive llamado Jeff Wayne's The War of the Worlds.

### Obras derivadas
Algunos escritores han hecho historias derivadas de La Guerra de los Mundos, sobre la misma invasión marciana fuera de la Gran Bretaña. Dos notables novelas son Night of the Cooters de Howard Waldrop, sobre una máquina marciana en Texas, y Foreign Devils de Walter Jon Williams, sobre la invasión marciana en China.
El canadiense Jean-Pierre Guillet escribió la novela La Cage de Londres, una secuela de La guerra de los mundos que relata una nueva invasión marciana a Londres.
El libro War of the Worlds: Global Dispatches (ISBN 0-553-10353-9) de Kevin J. Anderson es una antología que incluye la historia original de Wells y las historias derivadas de otros autores.
En 1934, seis semanas después de la publicación de las series de la novela como en revistas, la revista New York Journal American hizo una secuela llamada La Conquista de Marte de Edison de Garret P. Serviss, que relata un contraataque contra los marcianos dirigido por Thomas Alva Edison. La secuela se publicó en novela hasta 1947. En 1969, Forrest J. Ackerman publicó una versión llamada La invasión de Marte.
En la novela W. G. Grace's Last Case' de Willie Rushton, W. G. Grace y el Doctor Watson, se relata que se detiene a una segunda invasión marciana atacando a la flota marciana, aparcada en el lado oculto de la Luna, con bombas biológicas de influenza.
En 1975, el escritor Manly Wade Wellman y su hijo Wade Wellman publicaron la novela Sherlock Holmes' War of the Worlds, que relata como Sherlock Holmes, el Dr. Watson, y el Profesor Challenger experimentan la invasión marciana relatada por Wells.
Eric Brown escribió un corto relato llamado Ulla, Ulla en el año 2002, que relata sobre una expedición a Marte que descubre la verdad detrás de la novela de Wells.
The Tripods es una trilogía de ciencia ficción para adultos escrita entre 1967 y 1968 por John Christopher. Relata la historia de la Tierra dominada por extraterrestres que pilotan máquinas de tres patas, los humanos son esclavos y un grupo de adolescentes liberarán al mundo de los extraterrestres.
En el segundo volumen de la serie de historietas de Alan Moore, The League of Extraordinary Gentlemen, la liga compuesta por héroes y antihéroes de otras obras clásicas de ficción se enfrentan a la invasión extraterrestre en plena época victoriana tal y como la describe Wells, excepto que los marcianos reciben la ayuda del “Hombre Invisible” (también creado por Wells). Al final el servicio secreto lanza un híbrido de estreptococo y ántrax con lo cual derrotan a los invasores pero también matan a muchos humanos. Bond, de quien la liga recibe órdenes revela que a la población se les dirá que los marcianos murieron de gripe y los humanos murieron asesinados por los marcianos, (el final escrito por Wells).
En los años 1990, Marvel Comics creó un superhéroe llamado Killraven, guerrero de los mundos que pelea contra los marcianos un siglo después de haber conquistado el planeta tierra en la segunda invasión.
Películas que se han inspirado en la invasión marciana son Footfall por Larry Niven y Jerry Pournelle, el serial Worldwar de Harry Turtledove, Independence Day y Mars Attacks!.
En 2017, para coincidir con el 150 aniversario del nacimiento de H. G. Wells y tras vencer el copyright de la novela original el 31 de diciembre de 2016, se publica una secuela oficial autorizada, The Massacre of Mankind (La Masacre de la Humanidad) por Stephen Baxter. La historia está ambientada 14 años después de la original y narra como los marcianos vuelven una segunda vez mucho mejor preparados.
En España, la editorial barcelonesa Adapta Editorial publicó en 2021 una adaptación a Lectura fácil llevada a cabo por Núria Climent Codina sobre la traducción de Yáiza Sevillano, con ilustraciones de Joaquín Porcar.

## Interpretaciones
Hay multitud de interpretaciones posibles. Por un lado, podemos encontrar las relaciones más obvias, como pueden ser las relativas al colonialismo propio de la época victoriana, o las que el lector, por cuenta propia, encuentre. La novela no deja de pertenecer a la ciencia ficción, pero no todo lo que leemos en ella dista tanto de la realidad que nos circunda en pleno siglo XXI. Al comienzo de la obra se explica que los marcianos necesitan huir de Marte porque las condiciones atmosféricas de su planeta ya no son optimas para su supervivencia.

El enfriamiento que algún día ha de sufrir nuestro mundo ha llegado ya a un punto muy avanzado en nuestro vecino. Su estado material es todavía en su mayor parte un misterio; pero ahora sabemos que aun en su región ecuatorial la temperatura del mediodía no llega a ser la que tenemos nosotros en nuestros inviernos más crudos. Su atmósfera es mucho más tenue que la nuestra, sus océanos se han reducido hasta cubrir sólo una tercera parte de su superficie, y al sucederse sus lentas estaciones se funde la nieve de los polos para inundar periódicamente las zonas templadas. Esa última etapa de agotamiento, que todavía es para nosotros increíblemente remota, se ha convertido ya en un problema actual para los marcianos. La presión constante de la necesidad les agudizó el intelecto, aumentando sus poderes perceptivos y endureciendo sus corazones. Y al mirar a través del espacio con instrumentos e inteligencias con los que apenas si hemos soñado, ven a sólo treinta y cinco millones de millas de ellos una estrella matutina de la esperanza: nuestro propio planeta, mucho más templado, lleno del verdor de la vegetación y del azul del agua, con una atmósfera nebulosa que indica fertilidad y con amplias extensiones de tierra capaz de sostener la vida en gran número.

Por suerte, cuando parece que ya no hay esperanzas para la supervivencia humana, Wells apela a un deus ex machina y los extraterrestres comienzan a caer a causa de las bacterias que proliferan en nuestro planeta y a las que ellos no están acostumbrados.

Había sucedido lo que yo y muchos otros podríamos haber previsto si no nos hubiera cegado el terror. Los gérmenes de las enfermedades han atacado a la humanidad desde el comienzo del mundo, exterminaron a muchos de nuestros antecesores humanos desde que se inició la vida en la Tierra. Pero en virtud de la selección natural de nuestra especie, la raza humana desarrolló las defensas necesarias para resistirlos. No sucumbimos sin lucha ante el ataque de los microbios, y muchas de las bacterias -  las que causan la putrefacción en la materia muerta, por ejemplo -  no logran arraigo alguno en nuestros cuerpos vivientes. Pero no existen las bacterias en Marte, y no bien llegaron los invasores, no bien bebieron y se alimentaron, nuestros aliados microscópicos iniciaron su obra destructora. Ya cuando los observé yo estaban irrevocablemente condenados, muriendo y pudriéndose mientras andaban de un lado para otro.

Podemos relacionar esto fácilmente con nuestro planeta, el planeta Tierra. Nosotros, los humanos, al igual que los marcianos de la obra de Wells estamos buscando planetas alternativos para continuar con nuestra existencia dado que nuestro modo de vida está acabando por momentos con los recursos del planeta. Para no tener que cruzar la galaxia como los marcianos, podemos fijarnos en Gliese 12b, por ejemplo, que si bien algunos artículos apuntan a que estos planetas con ciertas similitudes al nuestro puedan ser un sustituto de la Tierra, los estudios sobre dicho cuerpo celeste giran más en torno al estudio del comportamiento de las atmósferas de planetas similares al nuestro, para entender mejor sus procesos y, en parte , poder evitar tener que planear una huida como los personajes de la novela de Wells.
Sea por causa propia o por amenazas externas, Wells pone de manifiesto la fragilidad de la humanidad en la era del antropoceno. De esto habla Rakhiparna Ghosh en su artículo "The War of the Worlds: Reading the Fragile Existence of Humans in the Age of Anthropocene". Ghosh analiza la obra clásica de H.G. Wells, La guerra de los mundos, desde una perspectiva ecocrítica. El autor explora cómo la novela pone de manifiesto la vulnerabilidad de la humanidad y su conexión con el entorno natural, sugiriendo que las mayores amenazas para nuestra especie no son externas, sino el resultado de nuestras propias acciones y naturaleza. Ghosh también examina la versión televisiva de 2019, en la que los extraterrestres son presentados como una evolución futura de los humanos. Esta interpretación plantea interrogantes sobre la sostenibilidad y la capacidad de adaptación en un mundo profundamente impactado por el cambio climático. En este contexto, la llegada de los alienígenas se convierte en una metáfora que nos insta a tomar conciencia de la precariedad de la vida humana y a cuestionar la confianza ciega en los avances tecnológicos como garantía de supervivencia. Se puede leer aquí

### Otras interpretaciones

#### Colonialismo e imperialismo

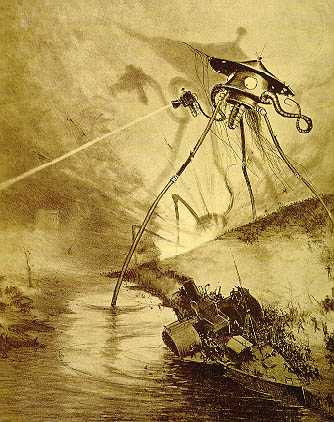
"Trípode" de La guerra de los mundos, ilustración de un volumen francés de 1906.

A partir de esta novela se creó la subcultura extraterrestre, de la cual sólo el público de Estados Unidos y Reino Unido comprende el doble significado del término "alien" no sólo como sinónimo de "extraterrestre", de seres de otros mundos invadiendo la Tierra, sino también como inmigrantes de diferentes culturas invadiendo sus países.
El libro fue interpretado como una crítica a las acciones coloniales del Imperio británico en África, Asia, América y Oceanía. La justificación de la conquista de pueblos no británicos fue normalmente "el poder de la razón". Por ejemplo, el Reino Unido siempre ha tenido una tecnología superior, lo cual ha otorgado a los británicos la condición de seres superiores, cuya misión era conquistar todos los países y pueblos, y llevarles el progreso. Este argumento se desvanece con la llegada de unos marcianos, que a su vez estaban tecnológicamente mucho más avanzados. Haciendo caso de los argumentos de los colonizadores, deberían subyugar al Reino Unido. Wells parece disfrutar con la destrucción literaria de lugares donde pasó una infancia infeliz.
Si bien la historia narra una invasión extraterrestre procedente de Marte, la verdadera intención del autor es, en realidad, criticar los usos y costumbres de la sociedad victoriana. Para ello, Wells se vale de unos marcianos que aplastan la Inglaterra de finales del siglo XIX para denunciar las prácticas colonialistas de sus conciudadanos:

Antes de juzgarlos [a los marcianos] con excesiva severidad debemos recordar que nuestra propia especie ha destruido completa y bárbaramente no tan sólo a especies animales, como el bisonte y el dodo, sino razas humanas culturalmente inferiores. Los tasmanienses, a despecho de su figura humana, fueron enteramente borrados de la existencia en una guerra exterminadora de cincuenta años, que emprendieron los inmigrantes europeos. ¿Somos tan grandes apóstoles de misericordia que tengamos derecho a quejarnos porque los marcianos combatieran con ese mismo espíritu?

la hipocresía de la sociedad victoriana:

Con infinita suficiencia iban y venían los hombres por el mundo, ocupándose en sus asuntillos, serenos en la seguridad de su imperio sobre la materia. ¡Es posible que bajo el microscopio obren de igual manera los infusorios!

y hasta la cobardía y displicencia de sus conciudadanos, valiéndose para ello de personajes como el clérigo:

En Halliford ya había notado su costumbre de lanzar exclamaciones y su estúpida rigidez mental. Sus interminables monólogos, proferidos entre dientes, impedían todos los esfuerzos que hacía yo por hallar un plan de acción y, a veces, me llevaba hasta el borde de la locura. En lo concerniente a la falta de control, se parecía a una mujer tonta. Solía llorar horas enteras y creo que hasta el fin pensó ese niño mimado de la vida que sus débiles lágrimas tenían cierta eficacia

o el artillero:

–Estamos trabajando bien –dijo–. Dejémoslo por un rato. Creo que ya es hora de ir a explorar los alrededores desde el techo. Yo era partidario de continuar, y tras ligera vacilación, él tomó de nuevo la pala. De pronto se me ocurrió una idea e interrumpí mi labor. Él me imitó de inmediato.

–¿Por qué andaba caminando por el campo comunal en vez de estar aquí? -le pregunté.

–Estaba tomando aire –repuso–. Ya volvía. Es menos peligroso de noche.

–Pero ¿y el trabajo?

–Uno no puede trabajar siempre –dijo.

De inmediato lo vi tal cual era. Él titubeó un instante, con la pala en la mano.

–Ahora deberíamos hacer un reconocimiento desde arriba, pues si se acerca alguno de ellos podría oír el ruido y tomarnos de sorpresa- manifestó;

[...]

Tomé entonces la resolución de dejar al extraño e indisciplinado soñador de grandes cosas a solas con su bebida y alimentos y entrar en Londres.

Así, la novela se convierte en un magnífico ejemplo de lo que realmente es la ciencia ficción: no se trata tan sólo de una serie de historias más o menos imaginativas en las que la ciencia cobra cierta importancia, sino un género literario que se basa en situaciones falsas pero más o menos plausibles para plantear temas de importancia para el autor o su época.
Buena parte del mensaje de Wells sigue vivo más de un siglo después de que él escribió la novela. Hace tiempo que la Inglaterra victoriana quedó atrás, pero la naturaleza del hombre no ha cambiado: cuando una situación excepcional lo libera de los condicionantes sociales, el ser humano se transforma por completo. Por esta razón, la historia puede ser retomada siempre, como hizo Spielberg con su adaptación cinematográfica.
Antropocentrismo y vulnerabilidad humana
En La guerra de los mundos, Wells no solo narra una invasión alienígena, sino que disecciona los cimientos de la sociedad humana, desde su confianza en la superioridad hasta la fragilidad de sus instituciones. A través de la invasión marciana, Wells explora el impacto de enfrentar una fuerza superior que no solo desafía la tecnología y la organización humana, sino también sus creencias más arraigadas.
“El hombre es tan vano, tanto le ciega su vanidad, que ningún escritor antes del fin del siglo XIX expresó el pensamiento de que allá lejos la vida intelectual... se hubiere desarrollado muy por encima del humano nivel”. Su visión darwiniana de un universo donde la evolución no es exclusiva del ser humano rompe con el antropocentrismo predominante. Los marcianos, con su nivel de desarrollo muy superior, representan un recordatorio brutal de nuestra posición relativa en el cosmos.
El diálogo entre el protagonista y el vicario, en especial cuando este último se lamenta: “¿Cuáles son nuestros pecados...? ¡Destruida toda nuestra obra, toda nuestra obra!”, refleja no solo el colapso de la estructura religiosa, sino también el desmoronamiento de la seguridad que los seres humanos depositan en su capacidad de controlar el destino. La respuesta del protagonista: “¿Para qué sirve la religión sino para las grandes calamidades?... No es agente de seguros”, es una llamada a enfrentar la realidad desde la resiliencia en lugar de la desesperación.
Wells también va más allá al sugerir que las catástrofes, aunque devastadoras, pueden tener un valor transformador. La invasión marciana, más allá de la catástrofe que puede ser a simple vista, puede ser algo beneficioso para la sociedad ya que nos arrancaría esa confianza que tenemos en el futuro. Esta idea conecta con su crítica a la hipocresía y la opresión en las normas morales de la época, exponiendo cómo el cambio, aunque traumático, puede abrir paso a nuevas formas de pensar y vivir.
La guerra de los mundos no solo es una obra de ciencia ficción, sino también una meditación filosófica sobre la fragilidad de las estructuras humanas y la necesidad de una humildad radical frente a las fuerzas del universo. Wells, al igual que Darwin en su momento, insta a la humanidad a aceptar su vulnerabilidad y a replantearse su lugar en el gran esquema de la existencia.

#### Religión y ciencia
El bien y el mal parecen relativos en La guerra de los mundos, y la derrota de los marcianos tiene una causa completamente material: la acción de bacterias microscópicas. Un clérigo loco es importante en la novela, pero sus intentos de relacionar la invasión con el Armagedón son ejemplos de su trastorno mental. Su muerte, como resultado de sus arrebatos y delirios evangélicos que atraen la atención de los marcianos, parece una acusación de sus actitudes religiosas obsoletas; pero el narrador reza dos veces a Dios y sugiere que las bacterias pueden haber sido divinamente permitidas para existir en la Tierra por una razón como esta, lo que sugiere una crítica más matizada.